# Рамбо: До последње капи крви
Рамбо: До последње капи крви (енгл. Rambo: Last Blood) је амерички акциони филм из 2019. године, у режији Ејдриана Грунберга, а по сценарију Мата Кирулника и Силвестера Сталонеа који је написао и филмску причу, док су продуценти филма Ави Лернер, Кевин Кинг Темплетон, Јарив Лернер и Лес Велдон. Представља наставак филма Рамбо 4 из 2008. године и пети филм у франшизи о Џону Рамбу. Музику је компоновао Брајан Тајлер.
Насловну улогу тумачи Силвестер Сталоне као вијетнамски ветеран Џон Рамбо, док су у осталим улогама Паз Вега, Серхио Периз-Менхета, Адријана Бараца, Ивет Монреал, Џин Ким, Хоакин Козио и Оскар Женада. Светска премијера филма је била одржана 20. септембра 2019. године у Сједињеним Америчким Државама.
Буџет филма је износио 50 милиона долара, а зарада је износила 91,5 милиона долара.

## Радња
Једанаест година након догађаја у Бурми, вијетнамски ветеран Џон Рамбо (Силвестер Сталоне) се повукао у једноставан живот у изолацију, на фарми свог покојног оца, у свом родном месту Буи, у Аризони, коју држи са својом старом другарицом, Маријом Белтран (девојка коју је одгајао као своју ћерку), и њеном унуком, Габријелом. Габријела открије Рамбу да је њена другарица, Жизел, пронашла Габријелиног биолошког оца, Мануела, у Мексику. Упркос Рамбовом и Маријином одвраћању, Габријела се у тајности одвезе аутомобилом у Мексико да пита Мануела зашто је пре много година напустио њу и њену мајку. Жизел одведе Габријелу до Мануеловог стана, где живи са новом женом, а Мануел јој саопшти да је отишао јер му више није било стало до Габријеле и њене мајке.
Жизел одведе скрхану Габријелу до локалног ноћног клуба, Габријелу надрогирају и киднапују подводачи који раде за мексички нарко-картел. У међувремену, Марија обавести Рамба о Габријелином нестанку у Мексику. Рамбо одлази у Мексико и испитује и Мануела и Жизел у вези са Габријелом. Жизел невољно одведе Рамба до клуба у којем је Габријела последњи пут виђена, а Рамбо долази у сукоб са Ел Флаком, човеком који је последњи разговарао са Габријелом. Мистериозна жена, Кармен Делгадо, прати Рамба у свом аутомобилу док га Ел Флако одводи до Габријелине локације. Рамбо бива моментално савладан, премлаћен и обележен ожиљком на образу од стране картела који предводе браћа Уго и Виктор Мартинез. Они узимају његову возачку дозволу, откривши на тај начин локацију његовог ранча, као и фотографију Габријеле, коју Виктор препозна. Картел се заклиње да ће Габријела испаштати због Рамбовог покушаја да је спасе.
Кармен одведе једва живог Рамба до своје куће, где му пружи неопходну лекарску помоћ и негу. Кармен открива да је она заправо независна истраживачка новинарка која истражује браћу Мартинез, након што су јој киднаповали и убили сестру. Рамбо касније изврши препад на један од куплераја, убивши неколико људи, све док не пронађе надрогирану Габријелу. На путу кући, Габријела умире од присилног предозирања. Разјрен, Рамбо пошаље Марију на тајну локацију и минира читав ранч у ишчекивању сукоба са картелом, а потом се врати у Мексико да затражи Карменину помоћ у проналажењу браће Мартинез. Кармен у почетку одбија, не верујући да ће то ишта решити, али је Рамбо на крају убеди.
Рамбо изврши препад на кућу Мартинезових, убивши неколико телохранитеља и одрубивши главу Виктору Мартинезу. У знак одмазде, Викторов брат Уго предводи групу плаћених убица до Рамбовог ранча, али Рамбо их побије све осим Уга. Оставивши Уга за крај, Рамбо га унакази и ишчупа му срце. Након тога, исцрпљени Рамбо седне у љуљајућу столицу на прагу очеве куће, заклевши се да ће наставити своју борбу и сачувати у животу сећања на своје вољене.

## Улоге
| Глумац               | Улога           |
| -------------------- | --------------- |
| Силвестер Сталоне    | Џон Рамбо       |
| Паз Вега             | Кармен Делгадо  |
| Серхио Периз-Менхета | Уго Мартинез    |
| Адријана Бараца      | Марија Белтран  |
| Ивет Монреал         | Габријела       |
| Џин Ким              | Јена Хан        |
| Хоакин Козио         | Дон Мануел      |
| Оскар Женада         | Виктор Мартинез |